# Leonardo da Cutro et Ruy López jouant aux échecs à la cour du roi d'Espagne
Leonardo da Cutro et Ruy López jouant aux échecs à la cour d'Espagne ou Tournoi d'échecs à la cour du roi d'Espagne (en italien : Una sfida scacchistica alla Corte del Re di Spagna, ou Leonardo da Cutro e Ruy Lopez giocano a scacchi alla corte di Spagna) est un tableau du peintre italien Luigi Mussini (1813-1888), représentant un épisode du Tournoi de Madrid de 1575 organisé à l'initiative du roi d'Espagne Philippe II,.

## Création du tableau

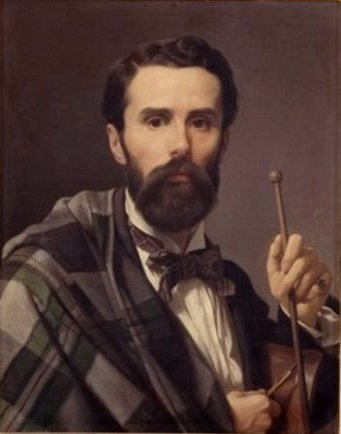
Autoportrait, par Luigi Mussini (1850)

L'artiste italien Mussini s'est beaucoup intéressé aux échecs au fil des ans et il a fini par concevoir ce tableau. Celui-ci a coïncidé avec les attentes des connaisseurs d'art en Angleterre, où il était bien connu. Son travail consacré à un sujet historique relatif au jeu d'échecs a été commandé par la Royal Manchester Institution pour son exposition annuelle. Il n'était pas destiné à la vente et, selon le souhait de Mussini, il devait servir à la diffusion de l'art des échecs et de son histoire. La mise en œuvre de ce souhait a été concrétisée par les médias britanniques. En 1882, le correspondant spécial de la revue The British Chess Magazine en Italie, a écrit sous les initiales E. O. :

« Le célèbre professeur Luigi Mussini, directeur de l'Académie des beaux-arts de Sienne, auteur du tableau remarquable Le dernier jour de Néron, présenté à l'exposition de 1881 de l'Institut royal de Manchester, dont un amateur d'art anglais a fait l'acquisition, travaille actuellement à un autre tableau, destiné à être exposé en Angleterre. Le thème de ce tableau sera lié à l'histoire des échecs. Leonardo da Cutro, plus connu sous le nom italien de Il Puttino, est arrivé à Madrid pour jouer aux échecs avec l'évêque Ruy López de Seruga, considéré autrefois comme un joueur d'échecs exceptionnel. La partie s'est déroulée au palais royal en présence de Philippe II. Le joueur italien a gagné face à cet adversaire redoutable et s'est vu remettre un précieux cadeau de la part du monarque. Luigi Mussini a présenté Il Puttino à son adversaire. Le tableau qu'il a réalisé à partir de la partie est réalisé avec un savoir-faire remarquable, qui distingue les œuvres de cet artiste exceptionnel… Nous pensons que ce tableau aura encore plus de succès que Le Dernier jour de Néron. »

Le tableau a vraisemblablement été terminé en 1883,, mais parfois ce sont des dates erronées qui sont citées, comme 1882 ou 1886. Le tableau a voyagé avec son auteur lors de tournois d'échecs. Actuellement, le tableau se trouve à Sienne  dans la  torretta du siège de la Banca Monte dei Paschi di Siena, piazza Salimbeni. C'est un tableau sur toile à l'huile dont les dimensions sont de 77 × 133 cm.

## Sujet du tableau
|   | a | b | c | d | e | f | g | h |   |
| 8 | Tour noire sur case blanche a8 · Cavalier noir sur case noire b8 · Fou noir sur case blanche c8 · Roi noir sur case blanche e8 · Tour noire sur case noire h8 · Pion noir sur case noire a7 · Pion noir sur case blanche b7 · Dame noire sur case noire c7 · Fou noir sur case noire e7 · Pion noir sur case noire g7 · Pion noir sur case blanche h7 · Pion noir sur case blanche c6 · Pion noir sur case noire d6 · Cavalier noir sur case noire f6 · Pion noir sur case noire e5 · Pion blanc sur case noire b4 · Fou blanc sur case blanche c4 · Pion blanc sur case blanche e4 · Cavalier blanc sur case noire c3 · Pion blanc sur case blanche d3 · Cavalier blanc sur case blanche f3 · Pion blanc sur case noire g3 · Pion blanc sur case blanche h3 · Pion blanc sur case blanche a2 · Pion blanc sur case blanche c2 · Dame blanche sur case blanche e2 · Tour blanche sur case noire a1 · Fou blanc sur case noire c1 · Roi blanc sur case noire e1 · Tour blanche sur case blanche h1 | Tour noire sur case blanche a8 · Cavalier noir sur case noire b8 · Fou noir sur case blanche c8 · Roi noir sur case blanche e8 · Tour noire sur case noire h8 · Pion noir sur case noire a7 · Pion noir sur case blanche b7 · Dame noire sur case noire c7 · Fou noir sur case noire e7 · Pion noir sur case noire g7 · Pion noir sur case blanche h7 · Pion noir sur case blanche c6 · Pion noir sur case noire d6 · Cavalier noir sur case noire f6 · Pion noir sur case noire e5 · Pion blanc sur case noire b4 · Fou blanc sur case blanche c4 · Pion blanc sur case blanche e4 · Cavalier blanc sur case noire c3 · Pion blanc sur case blanche d3 · Cavalier blanc sur case blanche f3 · Pion blanc sur case noire g3 · Pion blanc sur case blanche h3 · Pion blanc sur case blanche a2 · Pion blanc sur case blanche c2 · Dame blanche sur case blanche e2 · Tour blanche sur case noire a1 · Fou blanc sur case noire c1 · Roi blanc sur case noire e1 · Tour blanche sur case blanche h1 | Tour noire sur case blanche a8 · Cavalier noir sur case noire b8 · Fou noir sur case blanche c8 · Roi noir sur case blanche e8 · Tour noire sur case noire h8 · Pion noir sur case noire a7 · Pion noir sur case blanche b7 · Dame noire sur case noire c7 · Fou noir sur case noire e7 · Pion noir sur case noire g7 · Pion noir sur case blanche h7 · Pion noir sur case blanche c6 · Pion noir sur case noire d6 · Cavalier noir sur case noire f6 · Pion noir sur case noire e5 · Pion blanc sur case noire b4 · Fou blanc sur case blanche c4 · Pion blanc sur case blanche e4 · Cavalier blanc sur case noire c3 · Pion blanc sur case blanche d3 · Cavalier blanc sur case blanche f3 · Pion blanc sur case noire g3 · Pion blanc sur case blanche h3 · Pion blanc sur case blanche a2 · Pion blanc sur case blanche c2 · Dame blanche sur case blanche e2 · Tour blanche sur case noire a1 · Fou blanc sur case noire c1 · Roi blanc sur case noire e1 · Tour blanche sur case blanche h1 | Tour noire sur case blanche a8 · Cavalier noir sur case noire b8 · Fou noir sur case blanche c8 · Roi noir sur case blanche e8 · Tour noire sur case noire h8 · Pion noir sur case noire a7 · Pion noir sur case blanche b7 · Dame noire sur case noire c7 · Fou noir sur case noire e7 · Pion noir sur case noire g7 · Pion noir sur case blanche h7 · Pion noir sur case blanche c6 · Pion noir sur case noire d6 · Cavalier noir sur case noire f6 · Pion noir sur case noire e5 · Pion blanc sur case noire b4 · Fou blanc sur case blanche c4 · Pion blanc sur case blanche e4 · Cavalier blanc sur case noire c3 · Pion blanc sur case blanche d3 · Cavalier blanc sur case blanche f3 · Pion blanc sur case noire g3 · Pion blanc sur case blanche h3 · Pion blanc sur case blanche a2 · Pion blanc sur case blanche c2 · Dame blanche sur case blanche e2 · Tour blanche sur case noire a1 · Fou blanc sur case noire c1 · Roi blanc sur case noire e1 · Tour blanche sur case blanche h1 | Tour noire sur case blanche a8 · Cavalier noir sur case noire b8 · Fou noir sur case blanche c8 · Roi noir sur case blanche e8 · Tour noire sur case noire h8 · Pion noir sur case noire a7 · Pion noir sur case blanche b7 · Dame noire sur case noire c7 · Fou noir sur case noire e7 · Pion noir sur case noire g7 · Pion noir sur case blanche h7 · Pion noir sur case blanche c6 · Pion noir sur case noire d6 · Cavalier noir sur case noire f6 · Pion noir sur case noire e5 · Pion blanc sur case noire b4 · Fou blanc sur case blanche c4 · Pion blanc sur case blanche e4 · Cavalier blanc sur case noire c3 · Pion blanc sur case blanche d3 · Cavalier blanc sur case blanche f3 · Pion blanc sur case noire g3 · Pion blanc sur case blanche h3 · Pion blanc sur case blanche a2 · Pion blanc sur case blanche c2 · Dame blanche sur case blanche e2 · Tour blanche sur case noire a1 · Fou blanc sur case noire c1 · Roi blanc sur case noire e1 · Tour blanche sur case blanche h1 | Tour noire sur case blanche a8 · Cavalier noir sur case noire b8 · Fou noir sur case blanche c8 · Roi noir sur case blanche e8 · Tour noire sur case noire h8 · Pion noir sur case noire a7 · Pion noir sur case blanche b7 · Dame noire sur case noire c7 · Fou noir sur case noire e7 · Pion noir sur case noire g7 · Pion noir sur case blanche h7 · Pion noir sur case blanche c6 · Pion noir sur case noire d6 · Cavalier noir sur case noire f6 · Pion noir sur case noire e5 · Pion blanc sur case noire b4 · Fou blanc sur case blanche c4 · Pion blanc sur case blanche e4 · Cavalier blanc sur case noire c3 · Pion blanc sur case blanche d3 · Cavalier blanc sur case blanche f3 · Pion blanc sur case noire g3 · Pion blanc sur case blanche h3 · Pion blanc sur case blanche a2 · Pion blanc sur case blanche c2 · Dame blanche sur case blanche e2 · Tour blanche sur case noire a1 · Fou blanc sur case noire c1 · Roi blanc sur case noire e1 · Tour blanche sur case blanche h1 | Tour noire sur case blanche a8 · Cavalier noir sur case noire b8 · Fou noir sur case blanche c8 · Roi noir sur case blanche e8 · Tour noire sur case noire h8 · Pion noir sur case noire a7 · Pion noir sur case blanche b7 · Dame noire sur case noire c7 · Fou noir sur case noire e7 · Pion noir sur case noire g7 · Pion noir sur case blanche h7 · Pion noir sur case blanche c6 · Pion noir sur case noire d6 · Cavalier noir sur case noire f6 · Pion noir sur case noire e5 · Pion blanc sur case noire b4 · Fou blanc sur case blanche c4 · Pion blanc sur case blanche e4 · Cavalier blanc sur case noire c3 · Pion blanc sur case blanche d3 · Cavalier blanc sur case blanche f3 · Pion blanc sur case noire g3 · Pion blanc sur case blanche h3 · Pion blanc sur case blanche a2 · Pion blanc sur case blanche c2 · Dame blanche sur case blanche e2 · Tour blanche sur case noire a1 · Fou blanc sur case noire c1 · Roi blanc sur case noire e1 · Tour blanche sur case blanche h1 | Tour noire sur case blanche a8 · Cavalier noir sur case noire b8 · Fou noir sur case blanche c8 · Roi noir sur case blanche e8 · Tour noire sur case noire h8 · Pion noir sur case noire a7 · Pion noir sur case blanche b7 · Dame noire sur case noire c7 · Fou noir sur case noire e7 · Pion noir sur case noire g7 · Pion noir sur case blanche h7 · Pion noir sur case blanche c6 · Pion noir sur case noire d6 · Cavalier noir sur case noire f6 · Pion noir sur case noire e5 · Pion blanc sur case noire b4 · Fou blanc sur case blanche c4 · Pion blanc sur case blanche e4 · Cavalier blanc sur case noire c3 · Pion blanc sur case blanche d3 · Cavalier blanc sur case blanche f3 · Pion blanc sur case noire g3 · Pion blanc sur case blanche h3 · Pion blanc sur case blanche a2 · Pion blanc sur case blanche c2 · Dame blanche sur case blanche e2 · Tour blanche sur case noire a1 · Fou blanc sur case noire c1 · Roi blanc sur case noire e1 · Tour blanche sur case blanche h1 | 8 |
| 7 | Tour noire sur case blanche a8 · Cavalier noir sur case noire b8 · Fou noir sur case blanche c8 · Roi noir sur case blanche e8 · Tour noire sur case noire h8 · Pion noir sur case noire a7 · Pion noir sur case blanche b7 · Dame noire sur case noire c7 · Fou noir sur case noire e7 · Pion noir sur case noire g7 · Pion noir sur case blanche h7 · Pion noir sur case blanche c6 · Pion noir sur case noire d6 · Cavalier noir sur case noire f6 · Pion noir sur case noire e5 · Pion blanc sur case noire b4 · Fou blanc sur case blanche c4 · Pion blanc sur case blanche e4 · Cavalier blanc sur case noire c3 · Pion blanc sur case blanche d3 · Cavalier blanc sur case blanche f3 · Pion blanc sur case noire g3 · Pion blanc sur case blanche h3 · Pion blanc sur case blanche a2 · Pion blanc sur case blanche c2 · Dame blanche sur case blanche e2 · Tour blanche sur case noire a1 · Fou blanc sur case noire c1 · Roi blanc sur case noire e1 · Tour blanche sur case blanche h1 | Tour noire sur case blanche a8 · Cavalier noir sur case noire b8 · Fou noir sur case blanche c8 · Roi noir sur case blanche e8 · Tour noire sur case noire h8 · Pion noir sur case noire a7 · Pion noir sur case blanche b7 · Dame noire sur case noire c7 · Fou noir sur case noire e7 · Pion noir sur case noire g7 · Pion noir sur case blanche h7 · Pion noir sur case blanche c6 · Pion noir sur case noire d6 · Cavalier noir sur case noire f6 · Pion noir sur case noire e5 · Pion blanc sur case noire b4 · Fou blanc sur case blanche c4 · Pion blanc sur case blanche e4 · Cavalier blanc sur case noire c3 · Pion blanc sur case blanche d3 · Cavalier blanc sur case blanche f3 · Pion blanc sur case noire g3 · Pion blanc sur case blanche h3 · Pion blanc sur case blanche a2 · Pion blanc sur case blanche c2 · Dame blanche sur case blanche e2 · Tour blanche sur case noire a1 · Fou blanc sur case noire c1 · Roi blanc sur case noire e1 · Tour blanche sur case blanche h1 | Tour noire sur case blanche a8 · Cavalier noir sur case noire b8 · Fou noir sur case blanche c8 · Roi noir sur case blanche e8 · Tour noire sur case noire h8 · Pion noir sur case noire a7 · Pion noir sur case blanche b7 · Dame noire sur case noire c7 · Fou noir sur case noire e7 · Pion noir sur case noire g7 · Pion noir sur case blanche h7 · Pion noir sur case blanche c6 · Pion noir sur case noire d6 · Cavalier noir sur case noire f6 · Pion noir sur case noire e5 · Pion blanc sur case noire b4 · Fou blanc sur case blanche c4 · Pion blanc sur case blanche e4 · Cavalier blanc sur case noire c3 · Pion blanc sur case blanche d3 · Cavalier blanc sur case blanche f3 · Pion blanc sur case noire g3 · Pion blanc sur case blanche h3 · Pion blanc sur case blanche a2 · Pion blanc sur case blanche c2 · Dame blanche sur case blanche e2 · Tour blanche sur case noire a1 · Fou blanc sur case noire c1 · Roi blanc sur case noire e1 · Tour blanche sur case blanche h1 | Tour noire sur case blanche a8 · Cavalier noir sur case noire b8 · Fou noir sur case blanche c8 · Roi noir sur case blanche e8 · Tour noire sur case noire h8 · Pion noir sur case noire a7 · Pion noir sur case blanche b7 · Dame noire sur case noire c7 · Fou noir sur case noire e7 · Pion noir sur case noire g7 · Pion noir sur case blanche h7 · Pion noir sur case blanche c6 · Pion noir sur case noire d6 · Cavalier noir sur case noire f6 · Pion noir sur case noire e5 · Pion blanc sur case noire b4 · Fou blanc sur case blanche c4 · Pion blanc sur case blanche e4 · Cavalier blanc sur case noire c3 · Pion blanc sur case blanche d3 · Cavalier blanc sur case blanche f3 · Pion blanc sur case noire g3 · Pion blanc sur case blanche h3 · Pion blanc sur case blanche a2 · Pion blanc sur case blanche c2 · Dame blanche sur case blanche e2 · Tour blanche sur case noire a1 · Fou blanc sur case noire c1 · Roi blanc sur case noire e1 · Tour blanche sur case blanche h1 | Tour noire sur case blanche a8 · Cavalier noir sur case noire b8 · Fou noir sur case blanche c8 · Roi noir sur case blanche e8 · Tour noire sur case noire h8 · Pion noir sur case noire a7 · Pion noir sur case blanche b7 · Dame noire sur case noire c7 · Fou noir sur case noire e7 · Pion noir sur case noire g7 · Pion noir sur case blanche h7 · Pion noir sur case blanche c6 · Pion noir sur case noire d6 · Cavalier noir sur case noire f6 · Pion noir sur case noire e5 · Pion blanc sur case noire b4 · Fou blanc sur case blanche c4 · Pion blanc sur case blanche e4 · Cavalier blanc sur case noire c3 · Pion blanc sur case blanche d3 · Cavalier blanc sur case blanche f3 · Pion blanc sur case noire g3 · Pion blanc sur case blanche h3 · Pion blanc sur case blanche a2 · Pion blanc sur case blanche c2 · Dame blanche sur case blanche e2 · Tour blanche sur case noire a1 · Fou blanc sur case noire c1 · Roi blanc sur case noire e1 · Tour blanche sur case blanche h1 | Tour noire sur case blanche a8 · Cavalier noir sur case noire b8 · Fou noir sur case blanche c8 · Roi noir sur case blanche e8 · Tour noire sur case noire h8 · Pion noir sur case noire a7 · Pion noir sur case blanche b7 · Dame noire sur case noire c7 · Fou noir sur case noire e7 · Pion noir sur case noire g7 · Pion noir sur case blanche h7 · Pion noir sur case blanche c6 · Pion noir sur case noire d6 · Cavalier noir sur case noire f6 · Pion noir sur case noire e5 · Pion blanc sur case noire b4 · Fou blanc sur case blanche c4 · Pion blanc sur case blanche e4 · Cavalier blanc sur case noire c3 · Pion blanc sur case blanche d3 · Cavalier blanc sur case blanche f3 · Pion blanc sur case noire g3 · Pion blanc sur case blanche h3 · Pion blanc sur case blanche a2 · Pion blanc sur case blanche c2 · Dame blanche sur case blanche e2 · Tour blanche sur case noire a1 · Fou blanc sur case noire c1 · Roi blanc sur case noire e1 · Tour blanche sur case blanche h1 | Tour noire sur case blanche a8 · Cavalier noir sur case noire b8 · Fou noir sur case blanche c8 · Roi noir sur case blanche e8 · Tour noire sur case noire h8 · Pion noir sur case noire a7 · Pion noir sur case blanche b7 · Dame noire sur case noire c7 · Fou noir sur case noire e7 · Pion noir sur case noire g7 · Pion noir sur case blanche h7 · Pion noir sur case blanche c6 · Pion noir sur case noire d6 · Cavalier noir sur case noire f6 · Pion noir sur case noire e5 · Pion blanc sur case noire b4 · Fou blanc sur case blanche c4 · Pion blanc sur case blanche e4 · Cavalier blanc sur case noire c3 · Pion blanc sur case blanche d3 · Cavalier blanc sur case blanche f3 · Pion blanc sur case noire g3 · Pion blanc sur case blanche h3 · Pion blanc sur case blanche a2 · Pion blanc sur case blanche c2 · Dame blanche sur case blanche e2 · Tour blanche sur case noire a1 · Fou blanc sur case noire c1 · Roi blanc sur case noire e1 · Tour blanche sur case blanche h1 | Tour noire sur case blanche a8 · Cavalier noir sur case noire b8 · Fou noir sur case blanche c8 · Roi noir sur case blanche e8 · Tour noire sur case noire h8 · Pion noir sur case noire a7 · Pion noir sur case blanche b7 · Dame noire sur case noire c7 · Fou noir sur case noire e7 · Pion noir sur case noire g7 · Pion noir sur case blanche h7 · Pion noir sur case blanche c6 · Pion noir sur case noire d6 · Cavalier noir sur case noire f6 · Pion noir sur case noire e5 · Pion blanc sur case noire b4 · Fou blanc sur case blanche c4 · Pion blanc sur case blanche e4 · Cavalier blanc sur case noire c3 · Pion blanc sur case blanche d3 · Cavalier blanc sur case blanche f3 · Pion blanc sur case noire g3 · Pion blanc sur case blanche h3 · Pion blanc sur case blanche a2 · Pion blanc sur case blanche c2 · Dame blanche sur case blanche e2 · Tour blanche sur case noire a1 · Fou blanc sur case noire c1 · Roi blanc sur case noire e1 · Tour blanche sur case blanche h1 | 7 |
| 6 | Tour noire sur case blanche a8 · Cavalier noir sur case noire b8 · Fou noir sur case blanche c8 · Roi noir sur case blanche e8 · Tour noire sur case noire h8 · Pion noir sur case noire a7 · Pion noir sur case blanche b7 · Dame noire sur case noire c7 · Fou noir sur case noire e7 · Pion noir sur case noire g7 · Pion noir sur case blanche h7 · Pion noir sur case blanche c6 · Pion noir sur case noire d6 · Cavalier noir sur case noire f6 · Pion noir sur case noire e5 · Pion blanc sur case noire b4 · Fou blanc sur case blanche c4 · Pion blanc sur case blanche e4 · Cavalier blanc sur case noire c3 · Pion blanc sur case blanche d3 · Cavalier blanc sur case blanche f3 · Pion blanc sur case noire g3 · Pion blanc sur case blanche h3 · Pion blanc sur case blanche a2 · Pion blanc sur case blanche c2 · Dame blanche sur case blanche e2 · Tour blanche sur case noire a1 · Fou blanc sur case noire c1 · Roi blanc sur case noire e1 · Tour blanche sur case blanche h1 | Tour noire sur case blanche a8 · Cavalier noir sur case noire b8 · Fou noir sur case blanche c8 · Roi noir sur case blanche e8 · Tour noire sur case noire h8 · Pion noir sur case noire a7 · Pion noir sur case blanche b7 · Dame noire sur case noire c7 · Fou noir sur case noire e7 · Pion noir sur case noire g7 · Pion noir sur case blanche h7 · Pion noir sur case blanche c6 · Pion noir sur case noire d6 · Cavalier noir sur case noire f6 · Pion noir sur case noire e5 · Pion blanc sur case noire b4 · Fou blanc sur case blanche c4 · Pion blanc sur case blanche e4 · Cavalier blanc sur case noire c3 · Pion blanc sur case blanche d3 · Cavalier blanc sur case blanche f3 · Pion blanc sur case noire g3 · Pion blanc sur case blanche h3 · Pion blanc sur case blanche a2 · Pion blanc sur case blanche c2 · Dame blanche sur case blanche e2 · Tour blanche sur case noire a1 · Fou blanc sur case noire c1 · Roi blanc sur case noire e1 · Tour blanche sur case blanche h1 | Tour noire sur case blanche a8 · Cavalier noir sur case noire b8 · Fou noir sur case blanche c8 · Roi noir sur case blanche e8 · Tour noire sur case noire h8 · Pion noir sur case noire a7 · Pion noir sur case blanche b7 · Dame noire sur case noire c7 · Fou noir sur case noire e7 · Pion noir sur case noire g7 · Pion noir sur case blanche h7 · Pion noir sur case blanche c6 · Pion noir sur case noire d6 · Cavalier noir sur case noire f6 · Pion noir sur case noire e5 · Pion blanc sur case noire b4 · Fou blanc sur case blanche c4 · Pion blanc sur case blanche e4 · Cavalier blanc sur case noire c3 · Pion blanc sur case blanche d3 · Cavalier blanc sur case blanche f3 · Pion blanc sur case noire g3 · Pion blanc sur case blanche h3 · Pion blanc sur case blanche a2 · Pion blanc sur case blanche c2 · Dame blanche sur case blanche e2 · Tour blanche sur case noire a1 · Fou blanc sur case noire c1 · Roi blanc sur case noire e1 · Tour blanche sur case blanche h1 | Tour noire sur case blanche a8 · Cavalier noir sur case noire b8 · Fou noir sur case blanche c8 · Roi noir sur case blanche e8 · Tour noire sur case noire h8 · Pion noir sur case noire a7 · Pion noir sur case blanche b7 · Dame noire sur case noire c7 · Fou noir sur case noire e7 · Pion noir sur case noire g7 · Pion noir sur case blanche h7 · Pion noir sur case blanche c6 · Pion noir sur case noire d6 · Cavalier noir sur case noire f6 · Pion noir sur case noire e5 · Pion blanc sur case noire b4 · Fou blanc sur case blanche c4 · Pion blanc sur case blanche e4 · Cavalier blanc sur case noire c3 · Pion blanc sur case blanche d3 · Cavalier blanc sur case blanche f3 · Pion blanc sur case noire g3 · Pion blanc sur case blanche h3 · Pion blanc sur case blanche a2 · Pion blanc sur case blanche c2 · Dame blanche sur case blanche e2 · Tour blanche sur case noire a1 · Fou blanc sur case noire c1 · Roi blanc sur case noire e1 · Tour blanche sur case blanche h1 | Tour noire sur case blanche a8 · Cavalier noir sur case noire b8 · Fou noir sur case blanche c8 · Roi noir sur case blanche e8 · Tour noire sur case noire h8 · Pion noir sur case noire a7 · Pion noir sur case blanche b7 · Dame noire sur case noire c7 · Fou noir sur case noire e7 · Pion noir sur case noire g7 · Pion noir sur case blanche h7 · Pion noir sur case blanche c6 · Pion noir sur case noire d6 · Cavalier noir sur case noire f6 · Pion noir sur case noire e5 · Pion blanc sur case noire b4 · Fou blanc sur case blanche c4 · Pion blanc sur case blanche e4 · Cavalier blanc sur case noire c3 · Pion blanc sur case blanche d3 · Cavalier blanc sur case blanche f3 · Pion blanc sur case noire g3 · Pion blanc sur case blanche h3 · Pion blanc sur case blanche a2 · Pion blanc sur case blanche c2 · Dame blanche sur case blanche e2 · Tour blanche sur case noire a1 · Fou blanc sur case noire c1 · Roi blanc sur case noire e1 · Tour blanche sur case blanche h1 | Tour noire sur case blanche a8 · Cavalier noir sur case noire b8 · Fou noir sur case blanche c8 · Roi noir sur case blanche e8 · Tour noire sur case noire h8 · Pion noir sur case noire a7 · Pion noir sur case blanche b7 · Dame noire sur case noire c7 · Fou noir sur case noire e7 · Pion noir sur case noire g7 · Pion noir sur case blanche h7 · Pion noir sur case blanche c6 · Pion noir sur case noire d6 · Cavalier noir sur case noire f6 · Pion noir sur case noire e5 · Pion blanc sur case noire b4 · Fou blanc sur case blanche c4 · Pion blanc sur case blanche e4 · Cavalier blanc sur case noire c3 · Pion blanc sur case blanche d3 · Cavalier blanc sur case blanche f3 · Pion blanc sur case noire g3 · Pion blanc sur case blanche h3 · Pion blanc sur case blanche a2 · Pion blanc sur case blanche c2 · Dame blanche sur case blanche e2 · Tour blanche sur case noire a1 · Fou blanc sur case noire c1 · Roi blanc sur case noire e1 · Tour blanche sur case blanche h1 | Tour noire sur case blanche a8 · Cavalier noir sur case noire b8 · Fou noir sur case blanche c8 · Roi noir sur case blanche e8 · Tour noire sur case noire h8 · Pion noir sur case noire a7 · Pion noir sur case blanche b7 · Dame noire sur case noire c7 · Fou noir sur case noire e7 · Pion noir sur case noire g7 · Pion noir sur case blanche h7 · Pion noir sur case blanche c6 · Pion noir sur case noire d6 · Cavalier noir sur case noire f6 · Pion noir sur case noire e5 · Pion blanc sur case noire b4 · Fou blanc sur case blanche c4 · Pion blanc sur case blanche e4 · Cavalier blanc sur case noire c3 · Pion blanc sur case blanche d3 · Cavalier blanc sur case blanche f3 · Pion blanc sur case noire g3 · Pion blanc sur case blanche h3 · Pion blanc sur case blanche a2 · Pion blanc sur case blanche c2 · Dame blanche sur case blanche e2 · Tour blanche sur case noire a1 · Fou blanc sur case noire c1 · Roi blanc sur case noire e1 · Tour blanche sur case blanche h1 | Tour noire sur case blanche a8 · Cavalier noir sur case noire b8 · Fou noir sur case blanche c8 · Roi noir sur case blanche e8 · Tour noire sur case noire h8 · Pion noir sur case noire a7 · Pion noir sur case blanche b7 · Dame noire sur case noire c7 · Fou noir sur case noire e7 · Pion noir sur case noire g7 · Pion noir sur case blanche h7 · Pion noir sur case blanche c6 · Pion noir sur case noire d6 · Cavalier noir sur case noire f6 · Pion noir sur case noire e5 · Pion blanc sur case noire b4 · Fou blanc sur case blanche c4 · Pion blanc sur case blanche e4 · Cavalier blanc sur case noire c3 · Pion blanc sur case blanche d3 · Cavalier blanc sur case blanche f3 · Pion blanc sur case noire g3 · Pion blanc sur case blanche h3 · Pion blanc sur case blanche a2 · Pion blanc sur case blanche c2 · Dame blanche sur case blanche e2 · Tour blanche sur case noire a1 · Fou blanc sur case noire c1 · Roi blanc sur case noire e1 · Tour blanche sur case blanche h1 | 6 |
| 5 | Tour noire sur case blanche a8 · Cavalier noir sur case noire b8 · Fou noir sur case blanche c8 · Roi noir sur case blanche e8 · Tour noire sur case noire h8 · Pion noir sur case noire a7 · Pion noir sur case blanche b7 · Dame noire sur case noire c7 · Fou noir sur case noire e7 · Pion noir sur case noire g7 · Pion noir sur case blanche h7 · Pion noir sur case blanche c6 · Pion noir sur case noire d6 · Cavalier noir sur case noire f6 · Pion noir sur case noire e5 · Pion blanc sur case noire b4 · Fou blanc sur case blanche c4 · Pion blanc sur case blanche e4 · Cavalier blanc sur case noire c3 · Pion blanc sur case blanche d3 · Cavalier blanc sur case blanche f3 · Pion blanc sur case noire g3 · Pion blanc sur case blanche h3 · Pion blanc sur case blanche a2 · Pion blanc sur case blanche c2 · Dame blanche sur case blanche e2 · Tour blanche sur case noire a1 · Fou blanc sur case noire c1 · Roi blanc sur case noire e1 · Tour blanche sur case blanche h1 | Tour noire sur case blanche a8 · Cavalier noir sur case noire b8 · Fou noir sur case blanche c8 · Roi noir sur case blanche e8 · Tour noire sur case noire h8 · Pion noir sur case noire a7 · Pion noir sur case blanche b7 · Dame noire sur case noire c7 · Fou noir sur case noire e7 · Pion noir sur case noire g7 · Pion noir sur case blanche h7 · Pion noir sur case blanche c6 · Pion noir sur case noire d6 · Cavalier noir sur case noire f6 · Pion noir sur case noire e5 · Pion blanc sur case noire b4 · Fou blanc sur case blanche c4 · Pion blanc sur case blanche e4 · Cavalier blanc sur case noire c3 · Pion blanc sur case blanche d3 · Cavalier blanc sur case blanche f3 · Pion blanc sur case noire g3 · Pion blanc sur case blanche h3 · Pion blanc sur case blanche a2 · Pion blanc sur case blanche c2 · Dame blanche sur case blanche e2 · Tour blanche sur case noire a1 · Fou blanc sur case noire c1 · Roi blanc sur case noire e1 · Tour blanche sur case blanche h1 | Tour noire sur case blanche a8 · Cavalier noir sur case noire b8 · Fou noir sur case blanche c8 · Roi noir sur case blanche e8 · Tour noire sur case noire h8 · Pion noir sur case noire a7 · Pion noir sur case blanche b7 · Dame noire sur case noire c7 · Fou noir sur case noire e7 · Pion noir sur case noire g7 · Pion noir sur case blanche h7 · Pion noir sur case blanche c6 · Pion noir sur case noire d6 · Cavalier noir sur case noire f6 · Pion noir sur case noire e5 · Pion blanc sur case noire b4 · Fou blanc sur case blanche c4 · Pion blanc sur case blanche e4 · Cavalier blanc sur case noire c3 · Pion blanc sur case blanche d3 · Cavalier blanc sur case blanche f3 · Pion blanc sur case noire g3 · Pion blanc sur case blanche h3 · Pion blanc sur case blanche a2 · Pion blanc sur case blanche c2 · Dame blanche sur case blanche e2 · Tour blanche sur case noire a1 · Fou blanc sur case noire c1 · Roi blanc sur case noire e1 · Tour blanche sur case blanche h1 | Tour noire sur case blanche a8 · Cavalier noir sur case noire b8 · Fou noir sur case blanche c8 · Roi noir sur case blanche e8 · Tour noire sur case noire h8 · Pion noir sur case noire a7 · Pion noir sur case blanche b7 · Dame noire sur case noire c7 · Fou noir sur case noire e7 · Pion noir sur case noire g7 · Pion noir sur case blanche h7 · Pion noir sur case blanche c6 · Pion noir sur case noire d6 · Cavalier noir sur case noire f6 · Pion noir sur case noire e5 · Pion blanc sur case noire b4 · Fou blanc sur case blanche c4 · Pion blanc sur case blanche e4 · Cavalier blanc sur case noire c3 · Pion blanc sur case blanche d3 · Cavalier blanc sur case blanche f3 · Pion blanc sur case noire g3 · Pion blanc sur case blanche h3 · Pion blanc sur case blanche a2 · Pion blanc sur case blanche c2 · Dame blanche sur case blanche e2 · Tour blanche sur case noire a1 · Fou blanc sur case noire c1 · Roi blanc sur case noire e1 · Tour blanche sur case blanche h1 | Tour noire sur case blanche a8 · Cavalier noir sur case noire b8 · Fou noir sur case blanche c8 · Roi noir sur case blanche e8 · Tour noire sur case noire h8 · Pion noir sur case noire a7 · Pion noir sur case blanche b7 · Dame noire sur case noire c7 · Fou noir sur case noire e7 · Pion noir sur case noire g7 · Pion noir sur case blanche h7 · Pion noir sur case blanche c6 · Pion noir sur case noire d6 · Cavalier noir sur case noire f6 · Pion noir sur case noire e5 · Pion blanc sur case noire b4 · Fou blanc sur case blanche c4 · Pion blanc sur case blanche e4 · Cavalier blanc sur case noire c3 · Pion blanc sur case blanche d3 · Cavalier blanc sur case blanche f3 · Pion blanc sur case noire g3 · Pion blanc sur case blanche h3 · Pion blanc sur case blanche a2 · Pion blanc sur case blanche c2 · Dame blanche sur case blanche e2 · Tour blanche sur case noire a1 · Fou blanc sur case noire c1 · Roi blanc sur case noire e1 · Tour blanche sur case blanche h1 | Tour noire sur case blanche a8 · Cavalier noir sur case noire b8 · Fou noir sur case blanche c8 · Roi noir sur case blanche e8 · Tour noire sur case noire h8 · Pion noir sur case noire a7 · Pion noir sur case blanche b7 · Dame noire sur case noire c7 · Fou noir sur case noire e7 · Pion noir sur case noire g7 · Pion noir sur case blanche h7 · Pion noir sur case blanche c6 · Pion noir sur case noire d6 · Cavalier noir sur case noire f6 · Pion noir sur case noire e5 · Pion blanc sur case noire b4 · Fou blanc sur case blanche c4 · Pion blanc sur case blanche e4 · Cavalier blanc sur case noire c3 · Pion blanc sur case blanche d3 · Cavalier blanc sur case blanche f3 · Pion blanc sur case noire g3 · Pion blanc sur case blanche h3 · Pion blanc sur case blanche a2 · Pion blanc sur case blanche c2 · Dame blanche sur case blanche e2 · Tour blanche sur case noire a1 · Fou blanc sur case noire c1 · Roi blanc sur case noire e1 · Tour blanche sur case blanche h1 | Tour noire sur case blanche a8 · Cavalier noir sur case noire b8 · Fou noir sur case blanche c8 · Roi noir sur case blanche e8 · Tour noire sur case noire h8 · Pion noir sur case noire a7 · Pion noir sur case blanche b7 · Dame noire sur case noire c7 · Fou noir sur case noire e7 · Pion noir sur case noire g7 · Pion noir sur case blanche h7 · Pion noir sur case blanche c6 · Pion noir sur case noire d6 · Cavalier noir sur case noire f6 · Pion noir sur case noire e5 · Pion blanc sur case noire b4 · Fou blanc sur case blanche c4 · Pion blanc sur case blanche e4 · Cavalier blanc sur case noire c3 · Pion blanc sur case blanche d3 · Cavalier blanc sur case blanche f3 · Pion blanc sur case noire g3 · Pion blanc sur case blanche h3 · Pion blanc sur case blanche a2 · Pion blanc sur case blanche c2 · Dame blanche sur case blanche e2 · Tour blanche sur case noire a1 · Fou blanc sur case noire c1 · Roi blanc sur case noire e1 · Tour blanche sur case blanche h1 | Tour noire sur case blanche a8 · Cavalier noir sur case noire b8 · Fou noir sur case blanche c8 · Roi noir sur case blanche e8 · Tour noire sur case noire h8 · Pion noir sur case noire a7 · Pion noir sur case blanche b7 · Dame noire sur case noire c7 · Fou noir sur case noire e7 · Pion noir sur case noire g7 · Pion noir sur case blanche h7 · Pion noir sur case blanche c6 · Pion noir sur case noire d6 · Cavalier noir sur case noire f6 · Pion noir sur case noire e5 · Pion blanc sur case noire b4 · Fou blanc sur case blanche c4 · Pion blanc sur case blanche e4 · Cavalier blanc sur case noire c3 · Pion blanc sur case blanche d3 · Cavalier blanc sur case blanche f3 · Pion blanc sur case noire g3 · Pion blanc sur case blanche h3 · Pion blanc sur case blanche a2 · Pion blanc sur case blanche c2 · Dame blanche sur case blanche e2 · Tour blanche sur case noire a1 · Fou blanc sur case noire c1 · Roi blanc sur case noire e1 · Tour blanche sur case blanche h1 | 5 |
| 4 | Tour noire sur case blanche a8 · Cavalier noir sur case noire b8 · Fou noir sur case blanche c8 · Roi noir sur case blanche e8 · Tour noire sur case noire h8 · Pion noir sur case noire a7 · Pion noir sur case blanche b7 · Dame noire sur case noire c7 · Fou noir sur case noire e7 · Pion noir sur case noire g7 · Pion noir sur case blanche h7 · Pion noir sur case blanche c6 · Pion noir sur case noire d6 · Cavalier noir sur case noire f6 · Pion noir sur case noire e5 · Pion blanc sur case noire b4 · Fou blanc sur case blanche c4 · Pion blanc sur case blanche e4 · Cavalier blanc sur case noire c3 · Pion blanc sur case blanche d3 · Cavalier blanc sur case blanche f3 · Pion blanc sur case noire g3 · Pion blanc sur case blanche h3 · Pion blanc sur case blanche a2 · Pion blanc sur case blanche c2 · Dame blanche sur case blanche e2 · Tour blanche sur case noire a1 · Fou blanc sur case noire c1 · Roi blanc sur case noire e1 · Tour blanche sur case blanche h1 | Tour noire sur case blanche a8 · Cavalier noir sur case noire b8 · Fou noir sur case blanche c8 · Roi noir sur case blanche e8 · Tour noire sur case noire h8 · Pion noir sur case noire a7 · Pion noir sur case blanche b7 · Dame noire sur case noire c7 · Fou noir sur case noire e7 · Pion noir sur case noire g7 · Pion noir sur case blanche h7 · Pion noir sur case blanche c6 · Pion noir sur case noire d6 · Cavalier noir sur case noire f6 · Pion noir sur case noire e5 · Pion blanc sur case noire b4 · Fou blanc sur case blanche c4 · Pion blanc sur case blanche e4 · Cavalier blanc sur case noire c3 · Pion blanc sur case blanche d3 · Cavalier blanc sur case blanche f3 · Pion blanc sur case noire g3 · Pion blanc sur case blanche h3 · Pion blanc sur case blanche a2 · Pion blanc sur case blanche c2 · Dame blanche sur case blanche e2 · Tour blanche sur case noire a1 · Fou blanc sur case noire c1 · Roi blanc sur case noire e1 · Tour blanche sur case blanche h1 | Tour noire sur case blanche a8 · Cavalier noir sur case noire b8 · Fou noir sur case blanche c8 · Roi noir sur case blanche e8 · Tour noire sur case noire h8 · Pion noir sur case noire a7 · Pion noir sur case blanche b7 · Dame noire sur case noire c7 · Fou noir sur case noire e7 · Pion noir sur case noire g7 · Pion noir sur case blanche h7 · Pion noir sur case blanche c6 · Pion noir sur case noire d6 · Cavalier noir sur case noire f6 · Pion noir sur case noire e5 · Pion blanc sur case noire b4 · Fou blanc sur case blanche c4 · Pion blanc sur case blanche e4 · Cavalier blanc sur case noire c3 · Pion blanc sur case blanche d3 · Cavalier blanc sur case blanche f3 · Pion blanc sur case noire g3 · Pion blanc sur case blanche h3 · Pion blanc sur case blanche a2 · Pion blanc sur case blanche c2 · Dame blanche sur case blanche e2 · Tour blanche sur case noire a1 · Fou blanc sur case noire c1 · Roi blanc sur case noire e1 · Tour blanche sur case blanche h1 | Tour noire sur case blanche a8 · Cavalier noir sur case noire b8 · Fou noir sur case blanche c8 · Roi noir sur case blanche e8 · Tour noire sur case noire h8 · Pion noir sur case noire a7 · Pion noir sur case blanche b7 · Dame noire sur case noire c7 · Fou noir sur case noire e7 · Pion noir sur case noire g7 · Pion noir sur case blanche h7 · Pion noir sur case blanche c6 · Pion noir sur case noire d6 · Cavalier noir sur case noire f6 · Pion noir sur case noire e5 · Pion blanc sur case noire b4 · Fou blanc sur case blanche c4 · Pion blanc sur case blanche e4 · Cavalier blanc sur case noire c3 · Pion blanc sur case blanche d3 · Cavalier blanc sur case blanche f3 · Pion blanc sur case noire g3 · Pion blanc sur case blanche h3 · Pion blanc sur case blanche a2 · Pion blanc sur case blanche c2 · Dame blanche sur case blanche e2 · Tour blanche sur case noire a1 · Fou blanc sur case noire c1 · Roi blanc sur case noire e1 · Tour blanche sur case blanche h1 | Tour noire sur case blanche a8 · Cavalier noir sur case noire b8 · Fou noir sur case blanche c8 · Roi noir sur case blanche e8 · Tour noire sur case noire h8 · Pion noir sur case noire a7 · Pion noir sur case blanche b7 · Dame noire sur case noire c7 · Fou noir sur case noire e7 · Pion noir sur case noire g7 · Pion noir sur case blanche h7 · Pion noir sur case blanche c6 · Pion noir sur case noire d6 · Cavalier noir sur case noire f6 · Pion noir sur case noire e5 · Pion blanc sur case noire b4 · Fou blanc sur case blanche c4 · Pion blanc sur case blanche e4 · Cavalier blanc sur case noire c3 · Pion blanc sur case blanche d3 · Cavalier blanc sur case blanche f3 · Pion blanc sur case noire g3 · Pion blanc sur case blanche h3 · Pion blanc sur case blanche a2 · Pion blanc sur case blanche c2 · Dame blanche sur case blanche e2 · Tour blanche sur case noire a1 · Fou blanc sur case noire c1 · Roi blanc sur case noire e1 · Tour blanche sur case blanche h1 | Tour noire sur case blanche a8 · Cavalier noir sur case noire b8 · Fou noir sur case blanche c8 · Roi noir sur case blanche e8 · Tour noire sur case noire h8 · Pion noir sur case noire a7 · Pion noir sur case blanche b7 · Dame noire sur case noire c7 · Fou noir sur case noire e7 · Pion noir sur case noire g7 · Pion noir sur case blanche h7 · Pion noir sur case blanche c6 · Pion noir sur case noire d6 · Cavalier noir sur case noire f6 · Pion noir sur case noire e5 · Pion blanc sur case noire b4 · Fou blanc sur case blanche c4 · Pion blanc sur case blanche e4 · Cavalier blanc sur case noire c3 · Pion blanc sur case blanche d3 · Cavalier blanc sur case blanche f3 · Pion blanc sur case noire g3 · Pion blanc sur case blanche h3 · Pion blanc sur case blanche a2 · Pion blanc sur case blanche c2 · Dame blanche sur case blanche e2 · Tour blanche sur case noire a1 · Fou blanc sur case noire c1 · Roi blanc sur case noire e1 · Tour blanche sur case blanche h1 | Tour noire sur case blanche a8 · Cavalier noir sur case noire b8 · Fou noir sur case blanche c8 · Roi noir sur case blanche e8 · Tour noire sur case noire h8 · Pion noir sur case noire a7 · Pion noir sur case blanche b7 · Dame noire sur case noire c7 · Fou noir sur case noire e7 · Pion noir sur case noire g7 · Pion noir sur case blanche h7 · Pion noir sur case blanche c6 · Pion noir sur case noire d6 · Cavalier noir sur case noire f6 · Pion noir sur case noire e5 · Pion blanc sur case noire b4 · Fou blanc sur case blanche c4 · Pion blanc sur case blanche e4 · Cavalier blanc sur case noire c3 · Pion blanc sur case blanche d3 · Cavalier blanc sur case blanche f3 · Pion blanc sur case noire g3 · Pion blanc sur case blanche h3 · Pion blanc sur case blanche a2 · Pion blanc sur case blanche c2 · Dame blanche sur case blanche e2 · Tour blanche sur case noire a1 · Fou blanc sur case noire c1 · Roi blanc sur case noire e1 · Tour blanche sur case blanche h1 | Tour noire sur case blanche a8 · Cavalier noir sur case noire b8 · Fou noir sur case blanche c8 · Roi noir sur case blanche e8 · Tour noire sur case noire h8 · Pion noir sur case noire a7 · Pion noir sur case blanche b7 · Dame noire sur case noire c7 · Fou noir sur case noire e7 · Pion noir sur case noire g7 · Pion noir sur case blanche h7 · Pion noir sur case blanche c6 · Pion noir sur case noire d6 · Cavalier noir sur case noire f6 · Pion noir sur case noire e5 · Pion blanc sur case noire b4 · Fou blanc sur case blanche c4 · Pion blanc sur case blanche e4 · Cavalier blanc sur case noire c3 · Pion blanc sur case blanche d3 · Cavalier blanc sur case blanche f3 · Pion blanc sur case noire g3 · Pion blanc sur case blanche h3 · Pion blanc sur case blanche a2 · Pion blanc sur case blanche c2 · Dame blanche sur case blanche e2 · Tour blanche sur case noire a1 · Fou blanc sur case noire c1 · Roi blanc sur case noire e1 · Tour blanche sur case blanche h1 | 4 |
| 3 | Tour noire sur case blanche a8 · Cavalier noir sur case noire b8 · Fou noir sur case blanche c8 · Roi noir sur case blanche e8 · Tour noire sur case noire h8 · Pion noir sur case noire a7 · Pion noir sur case blanche b7 · Dame noire sur case noire c7 · Fou noir sur case noire e7 · Pion noir sur case noire g7 · Pion noir sur case blanche h7 · Pion noir sur case blanche c6 · Pion noir sur case noire d6 · Cavalier noir sur case noire f6 · Pion noir sur case noire e5 · Pion blanc sur case noire b4 · Fou blanc sur case blanche c4 · Pion blanc sur case blanche e4 · Cavalier blanc sur case noire c3 · Pion blanc sur case blanche d3 · Cavalier blanc sur case blanche f3 · Pion blanc sur case noire g3 · Pion blanc sur case blanche h3 · Pion blanc sur case blanche a2 · Pion blanc sur case blanche c2 · Dame blanche sur case blanche e2 · Tour blanche sur case noire a1 · Fou blanc sur case noire c1 · Roi blanc sur case noire e1 · Tour blanche sur case blanche h1 | Tour noire sur case blanche a8 · Cavalier noir sur case noire b8 · Fou noir sur case blanche c8 · Roi noir sur case blanche e8 · Tour noire sur case noire h8 · Pion noir sur case noire a7 · Pion noir sur case blanche b7 · Dame noire sur case noire c7 · Fou noir sur case noire e7 · Pion noir sur case noire g7 · Pion noir sur case blanche h7 · Pion noir sur case blanche c6 · Pion noir sur case noire d6 · Cavalier noir sur case noire f6 · Pion noir sur case noire e5 · Pion blanc sur case noire b4 · Fou blanc sur case blanche c4 · Pion blanc sur case blanche e4 · Cavalier blanc sur case noire c3 · Pion blanc sur case blanche d3 · Cavalier blanc sur case blanche f3 · Pion blanc sur case noire g3 · Pion blanc sur case blanche h3 · Pion blanc sur case blanche a2 · Pion blanc sur case blanche c2 · Dame blanche sur case blanche e2 · Tour blanche sur case noire a1 · Fou blanc sur case noire c1 · Roi blanc sur case noire e1 · Tour blanche sur case blanche h1 | Tour noire sur case blanche a8 · Cavalier noir sur case noire b8 · Fou noir sur case blanche c8 · Roi noir sur case blanche e8 · Tour noire sur case noire h8 · Pion noir sur case noire a7 · Pion noir sur case blanche b7 · Dame noire sur case noire c7 · Fou noir sur case noire e7 · Pion noir sur case noire g7 · Pion noir sur case blanche h7 · Pion noir sur case blanche c6 · Pion noir sur case noire d6 · Cavalier noir sur case noire f6 · Pion noir sur case noire e5 · Pion blanc sur case noire b4 · Fou blanc sur case blanche c4 · Pion blanc sur case blanche e4 · Cavalier blanc sur case noire c3 · Pion blanc sur case blanche d3 · Cavalier blanc sur case blanche f3 · Pion blanc sur case noire g3 · Pion blanc sur case blanche h3 · Pion blanc sur case blanche a2 · Pion blanc sur case blanche c2 · Dame blanche sur case blanche e2 · Tour blanche sur case noire a1 · Fou blanc sur case noire c1 · Roi blanc sur case noire e1 · Tour blanche sur case blanche h1 | Tour noire sur case blanche a8 · Cavalier noir sur case noire b8 · Fou noir sur case blanche c8 · Roi noir sur case blanche e8 · Tour noire sur case noire h8 · Pion noir sur case noire a7 · Pion noir sur case blanche b7 · Dame noire sur case noire c7 · Fou noir sur case noire e7 · Pion noir sur case noire g7 · Pion noir sur case blanche h7 · Pion noir sur case blanche c6 · Pion noir sur case noire d6 · Cavalier noir sur case noire f6 · Pion noir sur case noire e5 · Pion blanc sur case noire b4 · Fou blanc sur case blanche c4 · Pion blanc sur case blanche e4 · Cavalier blanc sur case noire c3 · Pion blanc sur case blanche d3 · Cavalier blanc sur case blanche f3 · Pion blanc sur case noire g3 · Pion blanc sur case blanche h3 · Pion blanc sur case blanche a2 · Pion blanc sur case blanche c2 · Dame blanche sur case blanche e2 · Tour blanche sur case noire a1 · Fou blanc sur case noire c1 · Roi blanc sur case noire e1 · Tour blanche sur case blanche h1 | Tour noire sur case blanche a8 · Cavalier noir sur case noire b8 · Fou noir sur case blanche c8 · Roi noir sur case blanche e8 · Tour noire sur case noire h8 · Pion noir sur case noire a7 · Pion noir sur case blanche b7 · Dame noire sur case noire c7 · Fou noir sur case noire e7 · Pion noir sur case noire g7 · Pion noir sur case blanche h7 · Pion noir sur case blanche c6 · Pion noir sur case noire d6 · Cavalier noir sur case noire f6 · Pion noir sur case noire e5 · Pion blanc sur case noire b4 · Fou blanc sur case blanche c4 · Pion blanc sur case blanche e4 · Cavalier blanc sur case noire c3 · Pion blanc sur case blanche d3 · Cavalier blanc sur case blanche f3 · Pion blanc sur case noire g3 · Pion blanc sur case blanche h3 · Pion blanc sur case blanche a2 · Pion blanc sur case blanche c2 · Dame blanche sur case blanche e2 · Tour blanche sur case noire a1 · Fou blanc sur case noire c1 · Roi blanc sur case noire e1 · Tour blanche sur case blanche h1 | Tour noire sur case blanche a8 · Cavalier noir sur case noire b8 · Fou noir sur case blanche c8 · Roi noir sur case blanche e8 · Tour noire sur case noire h8 · Pion noir sur case noire a7 · Pion noir sur case blanche b7 · Dame noire sur case noire c7 · Fou noir sur case noire e7 · Pion noir sur case noire g7 · Pion noir sur case blanche h7 · Pion noir sur case blanche c6 · Pion noir sur case noire d6 · Cavalier noir sur case noire f6 · Pion noir sur case noire e5 · Pion blanc sur case noire b4 · Fou blanc sur case blanche c4 · Pion blanc sur case blanche e4 · Cavalier blanc sur case noire c3 · Pion blanc sur case blanche d3 · Cavalier blanc sur case blanche f3 · Pion blanc sur case noire g3 · Pion blanc sur case blanche h3 · Pion blanc sur case blanche a2 · Pion blanc sur case blanche c2 · Dame blanche sur case blanche e2 · Tour blanche sur case noire a1 · Fou blanc sur case noire c1 · Roi blanc sur case noire e1 · Tour blanche sur case blanche h1 | Tour noire sur case blanche a8 · Cavalier noir sur case noire b8 · Fou noir sur case blanche c8 · Roi noir sur case blanche e8 · Tour noire sur case noire h8 · Pion noir sur case noire a7 · Pion noir sur case blanche b7 · Dame noire sur case noire c7 · Fou noir sur case noire e7 · Pion noir sur case noire g7 · Pion noir sur case blanche h7 · Pion noir sur case blanche c6 · Pion noir sur case noire d6 · Cavalier noir sur case noire f6 · Pion noir sur case noire e5 · Pion blanc sur case noire b4 · Fou blanc sur case blanche c4 · Pion blanc sur case blanche e4 · Cavalier blanc sur case noire c3 · Pion blanc sur case blanche d3 · Cavalier blanc sur case blanche f3 · Pion blanc sur case noire g3 · Pion blanc sur case blanche h3 · Pion blanc sur case blanche a2 · Pion blanc sur case blanche c2 · Dame blanche sur case blanche e2 · Tour blanche sur case noire a1 · Fou blanc sur case noire c1 · Roi blanc sur case noire e1 · Tour blanche sur case blanche h1 | Tour noire sur case blanche a8 · Cavalier noir sur case noire b8 · Fou noir sur case blanche c8 · Roi noir sur case blanche e8 · Tour noire sur case noire h8 · Pion noir sur case noire a7 · Pion noir sur case blanche b7 · Dame noire sur case noire c7 · Fou noir sur case noire e7 · Pion noir sur case noire g7 · Pion noir sur case blanche h7 · Pion noir sur case blanche c6 · Pion noir sur case noire d6 · Cavalier noir sur case noire f6 · Pion noir sur case noire e5 · Pion blanc sur case noire b4 · Fou blanc sur case blanche c4 · Pion blanc sur case blanche e4 · Cavalier blanc sur case noire c3 · Pion blanc sur case blanche d3 · Cavalier blanc sur case blanche f3 · Pion blanc sur case noire g3 · Pion blanc sur case blanche h3 · Pion blanc sur case blanche a2 · Pion blanc sur case blanche c2 · Dame blanche sur case blanche e2 · Tour blanche sur case noire a1 · Fou blanc sur case noire c1 · Roi blanc sur case noire e1 · Tour blanche sur case blanche h1 | 3 |
| 2 | Tour noire sur case blanche a8 · Cavalier noir sur case noire b8 · Fou noir sur case blanche c8 · Roi noir sur case blanche e8 · Tour noire sur case noire h8 · Pion noir sur case noire a7 · Pion noir sur case blanche b7 · Dame noire sur case noire c7 · Fou noir sur case noire e7 · Pion noir sur case noire g7 · Pion noir sur case blanche h7 · Pion noir sur case blanche c6 · Pion noir sur case noire d6 · Cavalier noir sur case noire f6 · Pion noir sur case noire e5 · Pion blanc sur case noire b4 · Fou blanc sur case blanche c4 · Pion blanc sur case blanche e4 · Cavalier blanc sur case noire c3 · Pion blanc sur case blanche d3 · Cavalier blanc sur case blanche f3 · Pion blanc sur case noire g3 · Pion blanc sur case blanche h3 · Pion blanc sur case blanche a2 · Pion blanc sur case blanche c2 · Dame blanche sur case blanche e2 · Tour blanche sur case noire a1 · Fou blanc sur case noire c1 · Roi blanc sur case noire e1 · Tour blanche sur case blanche h1 | Tour noire sur case blanche a8 · Cavalier noir sur case noire b8 · Fou noir sur case blanche c8 · Roi noir sur case blanche e8 · Tour noire sur case noire h8 · Pion noir sur case noire a7 · Pion noir sur case blanche b7 · Dame noire sur case noire c7 · Fou noir sur case noire e7 · Pion noir sur case noire g7 · Pion noir sur case blanche h7 · Pion noir sur case blanche c6 · Pion noir sur case noire d6 · Cavalier noir sur case noire f6 · Pion noir sur case noire e5 · Pion blanc sur case noire b4 · Fou blanc sur case blanche c4 · Pion blanc sur case blanche e4 · Cavalier blanc sur case noire c3 · Pion blanc sur case blanche d3 · Cavalier blanc sur case blanche f3 · Pion blanc sur case noire g3 · Pion blanc sur case blanche h3 · Pion blanc sur case blanche a2 · Pion blanc sur case blanche c2 · Dame blanche sur case blanche e2 · Tour blanche sur case noire a1 · Fou blanc sur case noire c1 · Roi blanc sur case noire e1 · Tour blanche sur case blanche h1 | Tour noire sur case blanche a8 · Cavalier noir sur case noire b8 · Fou noir sur case blanche c8 · Roi noir sur case blanche e8 · Tour noire sur case noire h8 · Pion noir sur case noire a7 · Pion noir sur case blanche b7 · Dame noire sur case noire c7 · Fou noir sur case noire e7 · Pion noir sur case noire g7 · Pion noir sur case blanche h7 · Pion noir sur case blanche c6 · Pion noir sur case noire d6 · Cavalier noir sur case noire f6 · Pion noir sur case noire e5 · Pion blanc sur case noire b4 · Fou blanc sur case blanche c4 · Pion blanc sur case blanche e4 · Cavalier blanc sur case noire c3 · Pion blanc sur case blanche d3 · Cavalier blanc sur case blanche f3 · Pion blanc sur case noire g3 · Pion blanc sur case blanche h3 · Pion blanc sur case blanche a2 · Pion blanc sur case blanche c2 · Dame blanche sur case blanche e2 · Tour blanche sur case noire a1 · Fou blanc sur case noire c1 · Roi blanc sur case noire e1 · Tour blanche sur case blanche h1 | Tour noire sur case blanche a8 · Cavalier noir sur case noire b8 · Fou noir sur case blanche c8 · Roi noir sur case blanche e8 · Tour noire sur case noire h8 · Pion noir sur case noire a7 · Pion noir sur case blanche b7 · Dame noire sur case noire c7 · Fou noir sur case noire e7 · Pion noir sur case noire g7 · Pion noir sur case blanche h7 · Pion noir sur case blanche c6 · Pion noir sur case noire d6 · Cavalier noir sur case noire f6 · Pion noir sur case noire e5 · Pion blanc sur case noire b4 · Fou blanc sur case blanche c4 · Pion blanc sur case blanche e4 · Cavalier blanc sur case noire c3 · Pion blanc sur case blanche d3 · Cavalier blanc sur case blanche f3 · Pion blanc sur case noire g3 · Pion blanc sur case blanche h3 · Pion blanc sur case blanche a2 · Pion blanc sur case blanche c2 · Dame blanche sur case blanche e2 · Tour blanche sur case noire a1 · Fou blanc sur case noire c1 · Roi blanc sur case noire e1 · Tour blanche sur case blanche h1 | Tour noire sur case blanche a8 · Cavalier noir sur case noire b8 · Fou noir sur case blanche c8 · Roi noir sur case blanche e8 · Tour noire sur case noire h8 · Pion noir sur case noire a7 · Pion noir sur case blanche b7 · Dame noire sur case noire c7 · Fou noir sur case noire e7 · Pion noir sur case noire g7 · Pion noir sur case blanche h7 · Pion noir sur case blanche c6 · Pion noir sur case noire d6 · Cavalier noir sur case noire f6 · Pion noir sur case noire e5 · Pion blanc sur case noire b4 · Fou blanc sur case blanche c4 · Pion blanc sur case blanche e4 · Cavalier blanc sur case noire c3 · Pion blanc sur case blanche d3 · Cavalier blanc sur case blanche f3 · Pion blanc sur case noire g3 · Pion blanc sur case blanche h3 · Pion blanc sur case blanche a2 · Pion blanc sur case blanche c2 · Dame blanche sur case blanche e2 · Tour blanche sur case noire a1 · Fou blanc sur case noire c1 · Roi blanc sur case noire e1 · Tour blanche sur case blanche h1 | Tour noire sur case blanche a8 · Cavalier noir sur case noire b8 · Fou noir sur case blanche c8 · Roi noir sur case blanche e8 · Tour noire sur case noire h8 · Pion noir sur case noire a7 · Pion noir sur case blanche b7 · Dame noire sur case noire c7 · Fou noir sur case noire e7 · Pion noir sur case noire g7 · Pion noir sur case blanche h7 · Pion noir sur case blanche c6 · Pion noir sur case noire d6 · Cavalier noir sur case noire f6 · Pion noir sur case noire e5 · Pion blanc sur case noire b4 · Fou blanc sur case blanche c4 · Pion blanc sur case blanche e4 · Cavalier blanc sur case noire c3 · Pion blanc sur case blanche d3 · Cavalier blanc sur case blanche f3 · Pion blanc sur case noire g3 · Pion blanc sur case blanche h3 · Pion blanc sur case blanche a2 · Pion blanc sur case blanche c2 · Dame blanche sur case blanche e2 · Tour blanche sur case noire a1 · Fou blanc sur case noire c1 · Roi blanc sur case noire e1 · Tour blanche sur case blanche h1 | Tour noire sur case blanche a8 · Cavalier noir sur case noire b8 · Fou noir sur case blanche c8 · Roi noir sur case blanche e8 · Tour noire sur case noire h8 · Pion noir sur case noire a7 · Pion noir sur case blanche b7 · Dame noire sur case noire c7 · Fou noir sur case noire e7 · Pion noir sur case noire g7 · Pion noir sur case blanche h7 · Pion noir sur case blanche c6 · Pion noir sur case noire d6 · Cavalier noir sur case noire f6 · Pion noir sur case noire e5 · Pion blanc sur case noire b4 · Fou blanc sur case blanche c4 · Pion blanc sur case blanche e4 · Cavalier blanc sur case noire c3 · Pion blanc sur case blanche d3 · Cavalier blanc sur case blanche f3 · Pion blanc sur case noire g3 · Pion blanc sur case blanche h3 · Pion blanc sur case blanche a2 · Pion blanc sur case blanche c2 · Dame blanche sur case blanche e2 · Tour blanche sur case noire a1 · Fou blanc sur case noire c1 · Roi blanc sur case noire e1 · Tour blanche sur case blanche h1 | Tour noire sur case blanche a8 · Cavalier noir sur case noire b8 · Fou noir sur case blanche c8 · Roi noir sur case blanche e8 · Tour noire sur case noire h8 · Pion noir sur case noire a7 · Pion noir sur case blanche b7 · Dame noire sur case noire c7 · Fou noir sur case noire e7 · Pion noir sur case noire g7 · Pion noir sur case blanche h7 · Pion noir sur case blanche c6 · Pion noir sur case noire d6 · Cavalier noir sur case noire f6 · Pion noir sur case noire e5 · Pion blanc sur case noire b4 · Fou blanc sur case blanche c4 · Pion blanc sur case blanche e4 · Cavalier blanc sur case noire c3 · Pion blanc sur case blanche d3 · Cavalier blanc sur case blanche f3 · Pion blanc sur case noire g3 · Pion blanc sur case blanche h3 · Pion blanc sur case blanche a2 · Pion blanc sur case blanche c2 · Dame blanche sur case blanche e2 · Tour blanche sur case noire a1 · Fou blanc sur case noire c1 · Roi blanc sur case noire e1 · Tour blanche sur case blanche h1 | 2 |
| 1 | Tour noire sur case blanche a8 · Cavalier noir sur case noire b8 · Fou noir sur case blanche c8 · Roi noir sur case blanche e8 · Tour noire sur case noire h8 · Pion noir sur case noire a7 · Pion noir sur case blanche b7 · Dame noire sur case noire c7 · Fou noir sur case noire e7 · Pion noir sur case noire g7 · Pion noir sur case blanche h7 · Pion noir sur case blanche c6 · Pion noir sur case noire d6 · Cavalier noir sur case noire f6 · Pion noir sur case noire e5 · Pion blanc sur case noire b4 · Fou blanc sur case blanche c4 · Pion blanc sur case blanche e4 · Cavalier blanc sur case noire c3 · Pion blanc sur case blanche d3 · Cavalier blanc sur case blanche f3 · Pion blanc sur case noire g3 · Pion blanc sur case blanche h3 · Pion blanc sur case blanche a2 · Pion blanc sur case blanche c2 · Dame blanche sur case blanche e2 · Tour blanche sur case noire a1 · Fou blanc sur case noire c1 · Roi blanc sur case noire e1 · Tour blanche sur case blanche h1 | Tour noire sur case blanche a8 · Cavalier noir sur case noire b8 · Fou noir sur case blanche c8 · Roi noir sur case blanche e8 · Tour noire sur case noire h8 · Pion noir sur case noire a7 · Pion noir sur case blanche b7 · Dame noire sur case noire c7 · Fou noir sur case noire e7 · Pion noir sur case noire g7 · Pion noir sur case blanche h7 · Pion noir sur case blanche c6 · Pion noir sur case noire d6 · Cavalier noir sur case noire f6 · Pion noir sur case noire e5 · Pion blanc sur case noire b4 · Fou blanc sur case blanche c4 · Pion blanc sur case blanche e4 · Cavalier blanc sur case noire c3 · Pion blanc sur case blanche d3 · Cavalier blanc sur case blanche f3 · Pion blanc sur case noire g3 · Pion blanc sur case blanche h3 · Pion blanc sur case blanche a2 · Pion blanc sur case blanche c2 · Dame blanche sur case blanche e2 · Tour blanche sur case noire a1 · Fou blanc sur case noire c1 · Roi blanc sur case noire e1 · Tour blanche sur case blanche h1 | Tour noire sur case blanche a8 · Cavalier noir sur case noire b8 · Fou noir sur case blanche c8 · Roi noir sur case blanche e8 · Tour noire sur case noire h8 · Pion noir sur case noire a7 · Pion noir sur case blanche b7 · Dame noire sur case noire c7 · Fou noir sur case noire e7 · Pion noir sur case noire g7 · Pion noir sur case blanche h7 · Pion noir sur case blanche c6 · Pion noir sur case noire d6 · Cavalier noir sur case noire f6 · Pion noir sur case noire e5 · Pion blanc sur case noire b4 · Fou blanc sur case blanche c4 · Pion blanc sur case blanche e4 · Cavalier blanc sur case noire c3 · Pion blanc sur case blanche d3 · Cavalier blanc sur case blanche f3 · Pion blanc sur case noire g3 · Pion blanc sur case blanche h3 · Pion blanc sur case blanche a2 · Pion blanc sur case blanche c2 · Dame blanche sur case blanche e2 · Tour blanche sur case noire a1 · Fou blanc sur case noire c1 · Roi blanc sur case noire e1 · Tour blanche sur case blanche h1 | Tour noire sur case blanche a8 · Cavalier noir sur case noire b8 · Fou noir sur case blanche c8 · Roi noir sur case blanche e8 · Tour noire sur case noire h8 · Pion noir sur case noire a7 · Pion noir sur case blanche b7 · Dame noire sur case noire c7 · Fou noir sur case noire e7 · Pion noir sur case noire g7 · Pion noir sur case blanche h7 · Pion noir sur case blanche c6 · Pion noir sur case noire d6 · Cavalier noir sur case noire f6 · Pion noir sur case noire e5 · Pion blanc sur case noire b4 · Fou blanc sur case blanche c4 · Pion blanc sur case blanche e4 · Cavalier blanc sur case noire c3 · Pion blanc sur case blanche d3 · Cavalier blanc sur case blanche f3 · Pion blanc sur case noire g3 · Pion blanc sur case blanche h3 · Pion blanc sur case blanche a2 · Pion blanc sur case blanche c2 · Dame blanche sur case blanche e2 · Tour blanche sur case noire a1 · Fou blanc sur case noire c1 · Roi blanc sur case noire e1 · Tour blanche sur case blanche h1 | Tour noire sur case blanche a8 · Cavalier noir sur case noire b8 · Fou noir sur case blanche c8 · Roi noir sur case blanche e8 · Tour noire sur case noire h8 · Pion noir sur case noire a7 · Pion noir sur case blanche b7 · Dame noire sur case noire c7 · Fou noir sur case noire e7 · Pion noir sur case noire g7 · Pion noir sur case blanche h7 · Pion noir sur case blanche c6 · Pion noir sur case noire d6 · Cavalier noir sur case noire f6 · Pion noir sur case noire e5 · Pion blanc sur case noire b4 · Fou blanc sur case blanche c4 · Pion blanc sur case blanche e4 · Cavalier blanc sur case noire c3 · Pion blanc sur case blanche d3 · Cavalier blanc sur case blanche f3 · Pion blanc sur case noire g3 · Pion blanc sur case blanche h3 · Pion blanc sur case blanche a2 · Pion blanc sur case blanche c2 · Dame blanche sur case blanche e2 · Tour blanche sur case noire a1 · Fou blanc sur case noire c1 · Roi blanc sur case noire e1 · Tour blanche sur case blanche h1 | Tour noire sur case blanche a8 · Cavalier noir sur case noire b8 · Fou noir sur case blanche c8 · Roi noir sur case blanche e8 · Tour noire sur case noire h8 · Pion noir sur case noire a7 · Pion noir sur case blanche b7 · Dame noire sur case noire c7 · Fou noir sur case noire e7 · Pion noir sur case noire g7 · Pion noir sur case blanche h7 · Pion noir sur case blanche c6 · Pion noir sur case noire d6 · Cavalier noir sur case noire f6 · Pion noir sur case noire e5 · Pion blanc sur case noire b4 · Fou blanc sur case blanche c4 · Pion blanc sur case blanche e4 · Cavalier blanc sur case noire c3 · Pion blanc sur case blanche d3 · Cavalier blanc sur case blanche f3 · Pion blanc sur case noire g3 · Pion blanc sur case blanche h3 · Pion blanc sur case blanche a2 · Pion blanc sur case blanche c2 · Dame blanche sur case blanche e2 · Tour blanche sur case noire a1 · Fou blanc sur case noire c1 · Roi blanc sur case noire e1 · Tour blanche sur case blanche h1 | Tour noire sur case blanche a8 · Cavalier noir sur case noire b8 · Fou noir sur case blanche c8 · Roi noir sur case blanche e8 · Tour noire sur case noire h8 · Pion noir sur case noire a7 · Pion noir sur case blanche b7 · Dame noire sur case noire c7 · Fou noir sur case noire e7 · Pion noir sur case noire g7 · Pion noir sur case blanche h7 · Pion noir sur case blanche c6 · Pion noir sur case noire d6 · Cavalier noir sur case noire f6 · Pion noir sur case noire e5 · Pion blanc sur case noire b4 · Fou blanc sur case blanche c4 · Pion blanc sur case blanche e4 · Cavalier blanc sur case noire c3 · Pion blanc sur case blanche d3 · Cavalier blanc sur case blanche f3 · Pion blanc sur case noire g3 · Pion blanc sur case blanche h3 · Pion blanc sur case blanche a2 · Pion blanc sur case blanche c2 · Dame blanche sur case blanche e2 · Tour blanche sur case noire a1 · Fou blanc sur case noire c1 · Roi blanc sur case noire e1 · Tour blanche sur case blanche h1 | Tour noire sur case blanche a8 · Cavalier noir sur case noire b8 · Fou noir sur case blanche c8 · Roi noir sur case blanche e8 · Tour noire sur case noire h8 · Pion noir sur case noire a7 · Pion noir sur case blanche b7 · Dame noire sur case noire c7 · Fou noir sur case noire e7 · Pion noir sur case noire g7 · Pion noir sur case blanche h7 · Pion noir sur case blanche c6 · Pion noir sur case noire d6 · Cavalier noir sur case noire f6 · Pion noir sur case noire e5 · Pion blanc sur case noire b4 · Fou blanc sur case blanche c4 · Pion blanc sur case blanche e4 · Cavalier blanc sur case noire c3 · Pion blanc sur case blanche d3 · Cavalier blanc sur case blanche f3 · Pion blanc sur case noire g3 · Pion blanc sur case blanche h3 · Pion blanc sur case blanche a2 · Pion blanc sur case blanche c2 · Dame blanche sur case blanche e2 · Tour blanche sur case noire a1 · Fou blanc sur case noire c1 · Roi blanc sur case noire e1 · Tour blanche sur case blanche h1 | 1 |
|   | a | b | c | d | e | f | g | h |   |

À la cour du roi d'Espagne Philippe II, en 1575, les artistes espagnols Ruy López de Segura et Alfonso Cerón, ainsi que les maîtres italiens Giovanni Leonardo da Cutri et Paolo Boï ont participé à ce qui est appelé le Tournoi de Madrid de 1575. Mais les parties ont eu lieu à des moments différents et non en parallèle comme cela se pratique maintenant dans les tournois. De plus, les différents participants, malgré leurs origines géographiques différentes, étaient tous sujets du roi d'Espagne,. Le tournoi permettait de confronter les styles respectifs des Espagnols et des Italiens. Il existait quelques différences dans l'interprétation des règles suivant les écoles des échecs (en). Ainsi en allait-il des règles du roque interprétées différemment suivant les pays.
Dans la capitale espagnole, Giovanni Leonardo da Cutri a joué contre le meilleur joueur espagnol de l'époque Ruy López, et prend sa revanche pour sa défaite de Rome en 1560 et 1572. À Madrid, Ruy López a remporté les deux premières parties. Puis il a subi trois défaites sur les cinq au total contre Leonardo da Cutri. Ensuite, Giovanni Leonardo da Cutri a remporté la victoire sur un autre Espagnol, Alfonso Cerón, arrivé spécialement à Madrid après avoir appris la défaite de Ruy López. Leonardo a ensuite quitté Madrid et, en son absence, Paolo Boï, venu d'Italie, a battu Ruy Lopez et Alfonso Cerón,.

## Personnages historiques représentés sur le tableau
L'artiste, à la recherche de la similitude des personnages de son tableau avec des modèles, a travaillé sur des documents de l'époque des tournois. L'action du tableau Tournoi d'échecs à la cour du roi d'Espagne se déroule au palais royal de l'Escurial (qui était en construction à l'époque). Il représente dans ce tableau de grandes personnalités politiques, des généraux, des théologiens du XVIe siècle. De gauche à droite, :
- Ruy López de Segura (vers 1540-1580), prêtre espagnol, joueur d'échecs, est assis et réfléchit à un mouvement, il subit une défaite dans la partie ; il est le seul qui regarde l'échiquier ;
- Charles III de Lorraine (1543-1608), était en fait Charles II, mais les historiens de la cour en ont créé un troisième en lui attribuant une parenté avec Charlemagne. Il était Duc de Lorraine depuis 1545, et très hostile aux huguenots ;
- le moine Fra Diego de Chaves (es) (à l'époque confesseur du roi d'Espagne et théologien réputé) ;
- le joueur d'échecs Giovanni Leonardo di Bona, surnommé Il Puttino, l'enfant (1542-1587), se lève de la table, confiant dans sa victoire ;
- Don Cristóvão de Moura (pt), Portugais, chef du parti pro-espagnol pendant la crise dynastique, futur vice-roi du Portugal ;
- Le roi d'Espagne Philippe II (assis, il regarde le déroulement de la partie) ;
- l'infante Isabelle-Claire-Eugénie d'Autriche (1566-1633), fille de Philippe II, est gouvernante des Pays-Bas espagnols. L'artiste a commis une erreur en la représentant comme une femme adulte. En réalité, elle n'avait que 9 ans à l'époque du tournoi ;
- sa femme de chambre est penchée vers elle ;
- l'épouse du duc de Lerma, Catalina de la Cerda (sv), du Duché de Medinaceli ;
- la reine Anne d'Autriche (1549-1580), quatrième épouse du roi Philippe II : sa nièce est assise à la même table ;
- à côté d'elle, debout, un bouteiller de la cour de l'Escurial ;
- un page, se penchant vers son interlocuteur ;
- Juan d'Autriche est un général espagnol, fils illégitime de Charles Quint et Barbara Blomberg, vainqueur de la bataille de Lépante contre les Ottomans et grand amateur d'échecs.

## Galerie

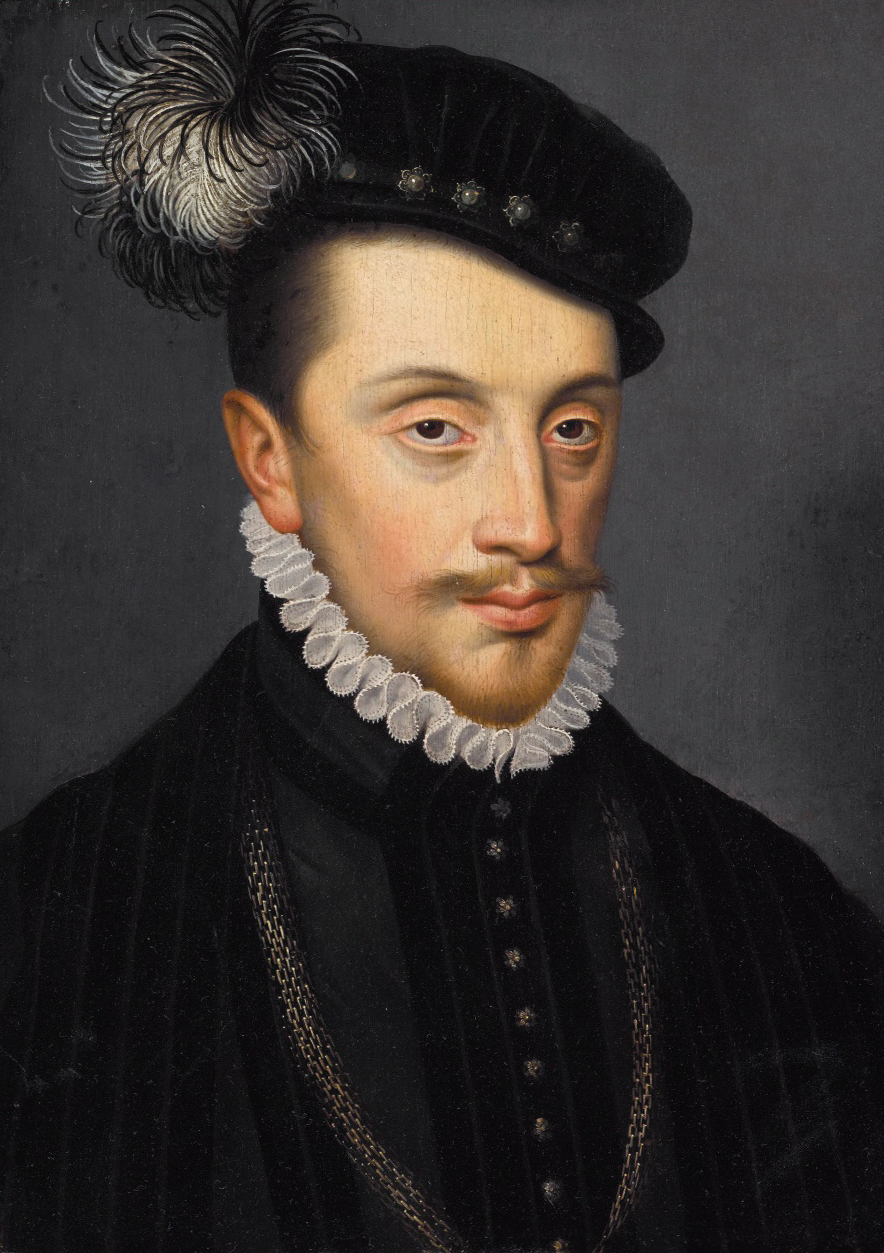
François Clouet. Charles III de Lorraine
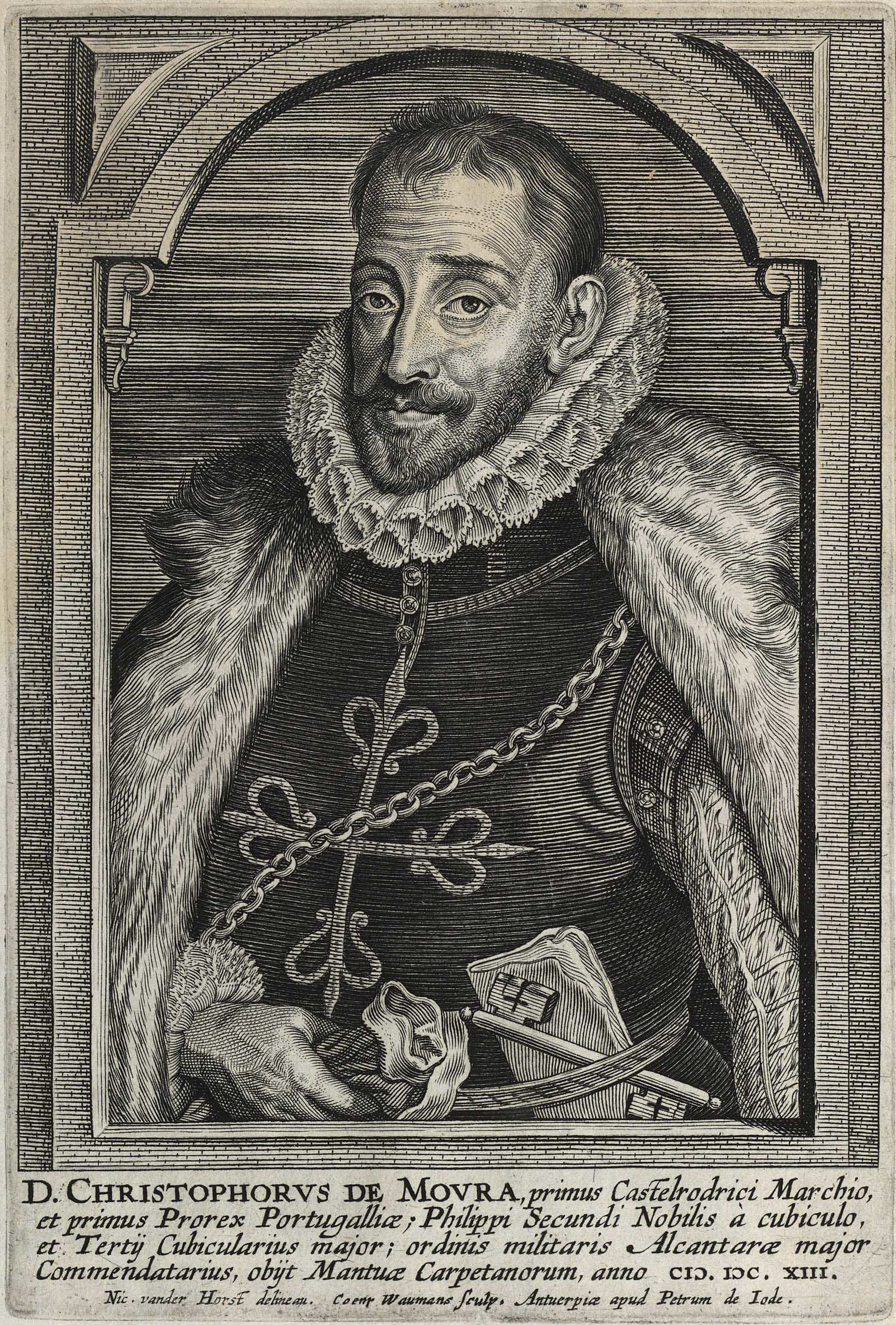
Peter van Iode (?). Cristóvão de Moura (pt)(xviie siècle)
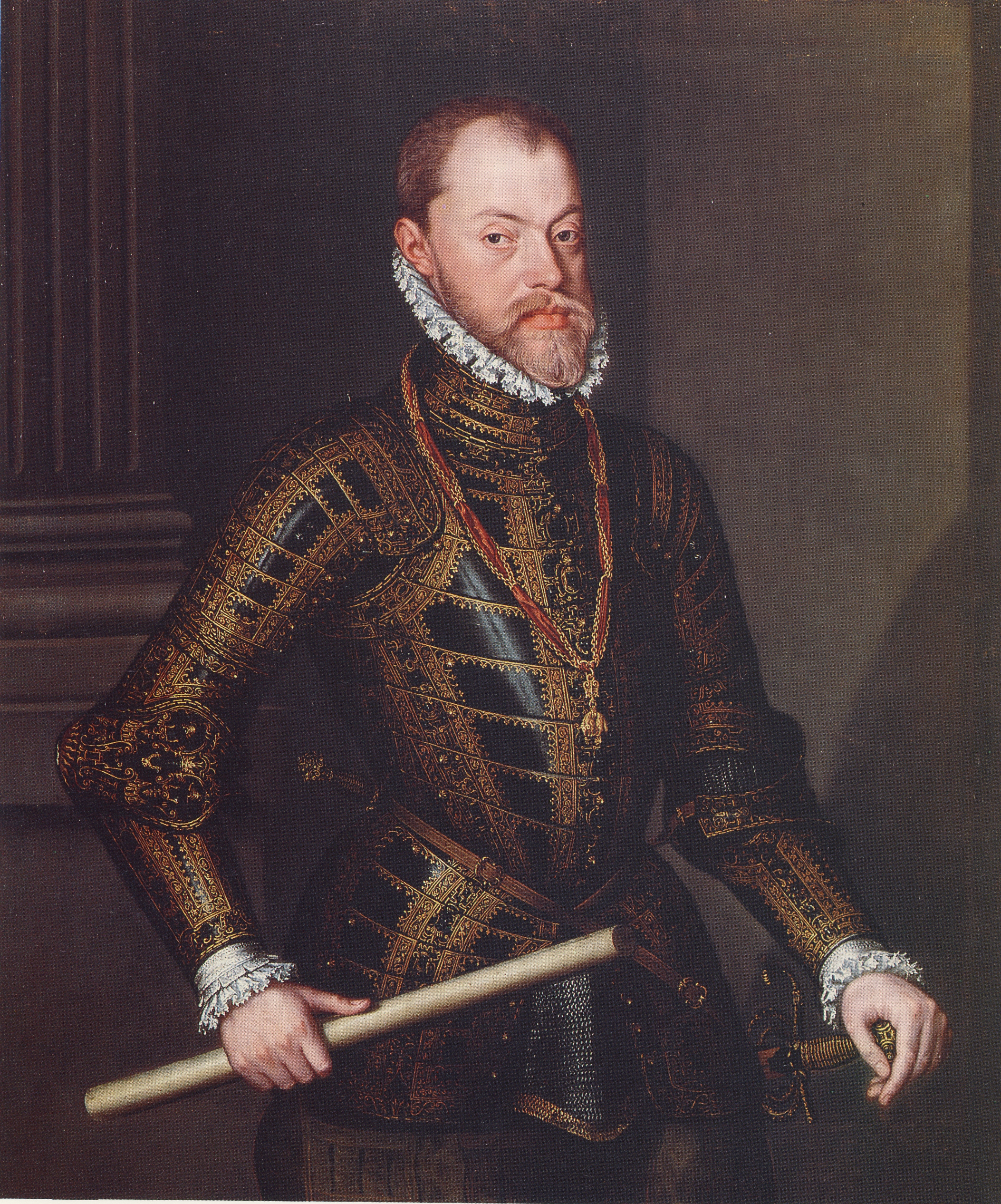
Alonso Sánchez Coello. Philippe II, 1570
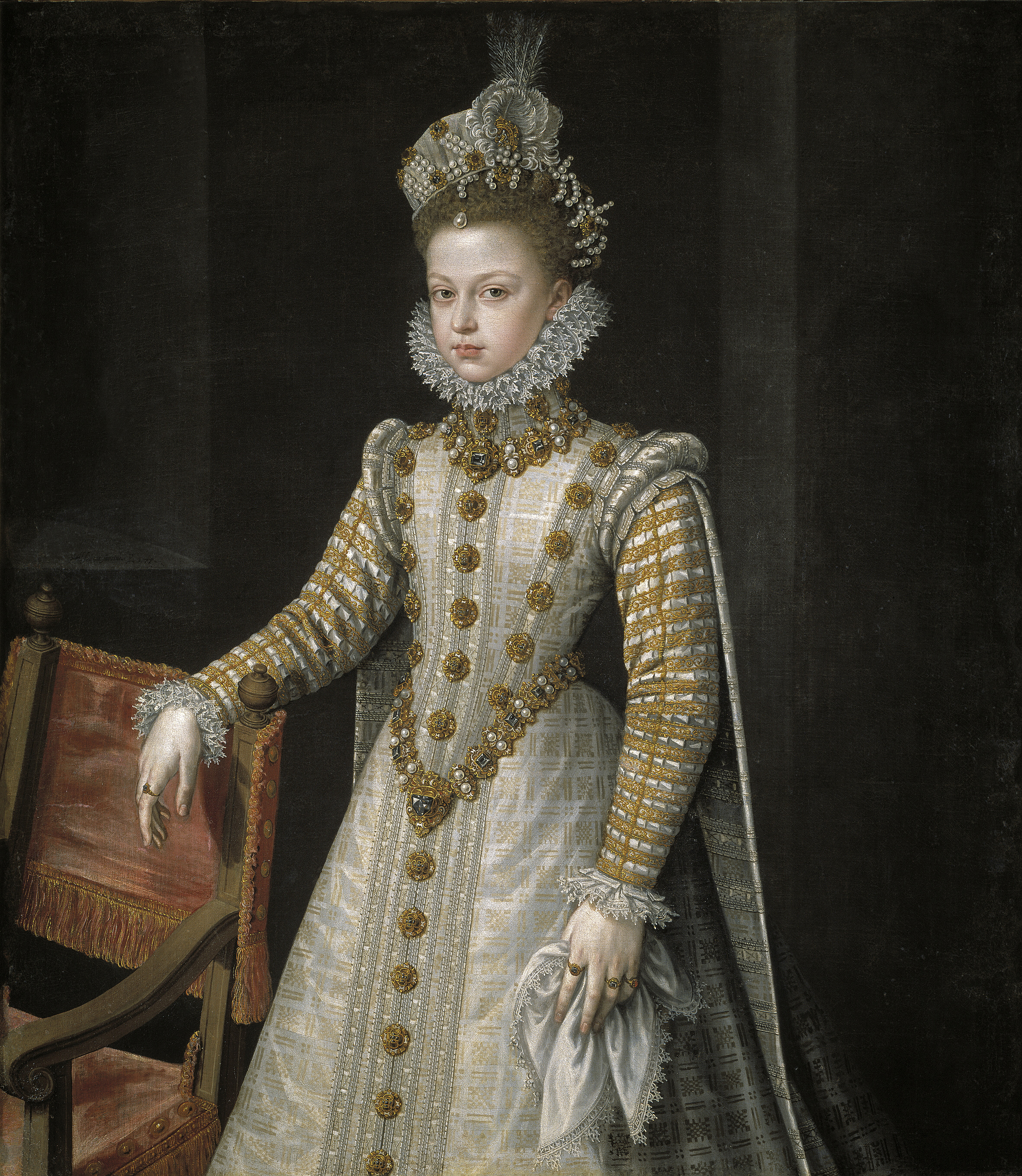
Alonso Sánchez Coello. Isabelle-Claire-Eugénie d'Autriche, fille de Philippe II à l'âge de 13 ans, 1579
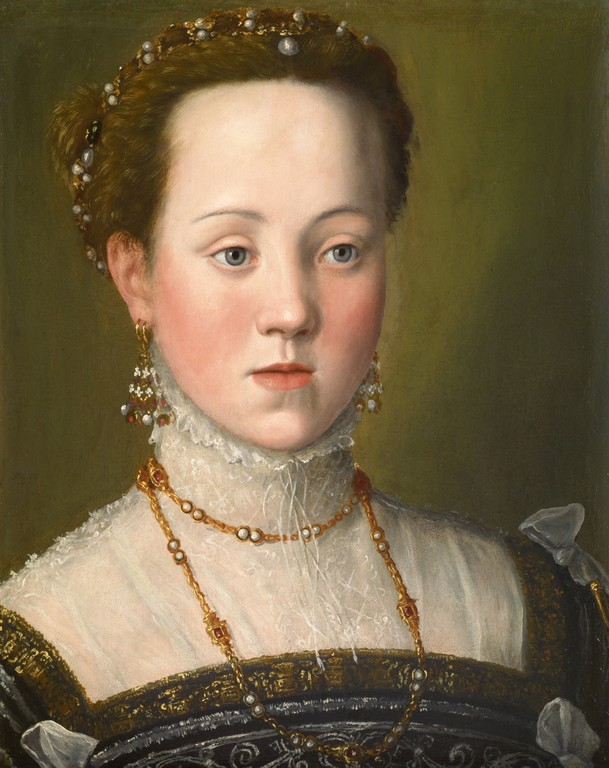
Giuseppe Arcimboldo. Anne d'Autriche, 1563 (7 ans après le mariage avec Philippe II)
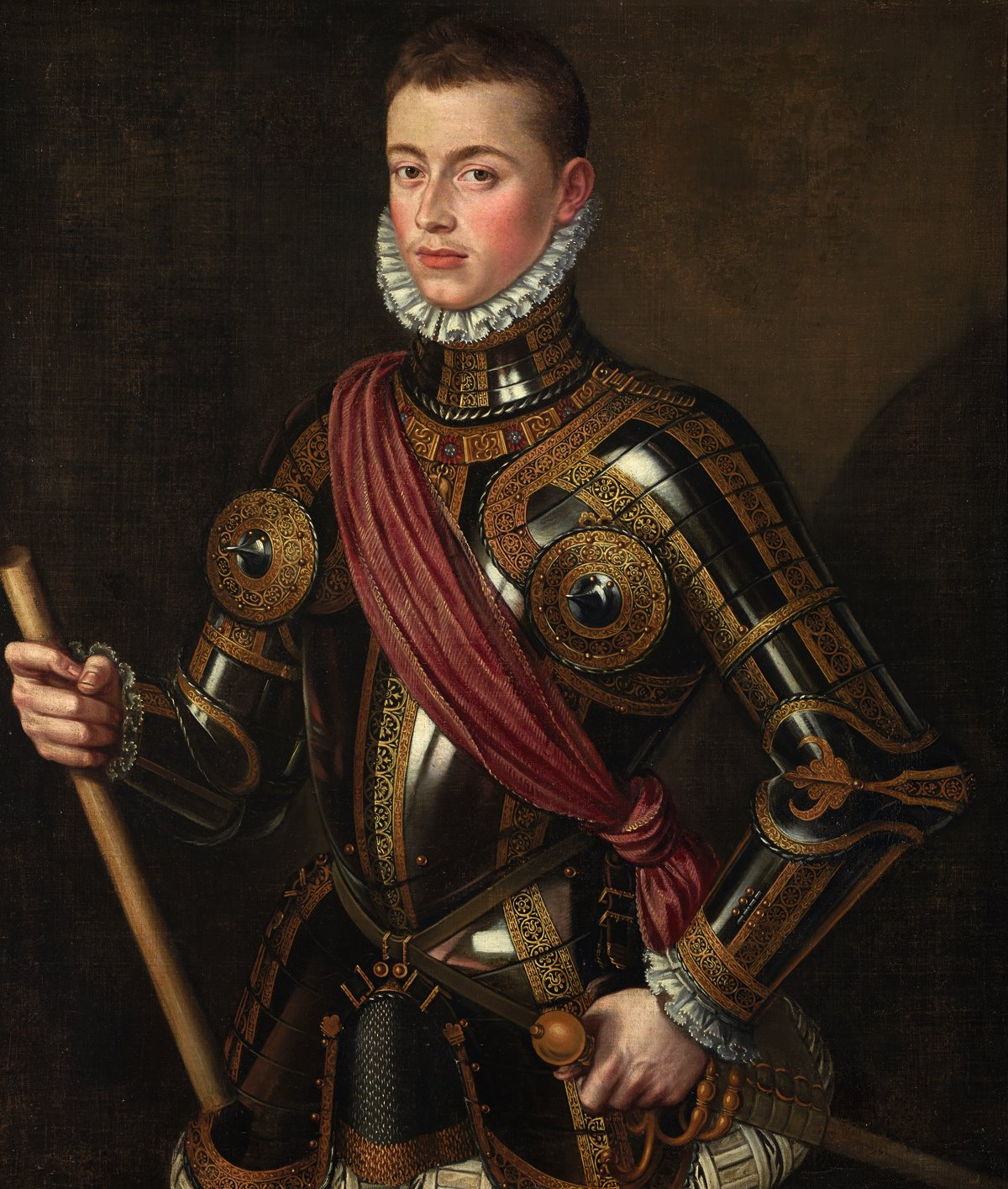
Alonso Sánchez Coello. Juan d'Autriche, 1567

## Conservation de la toile jusqu'à notre époque
Certains autres fragments des parties jouées au tournoi de Madrid ont été conservées. Ce sont des parties jouées entre Leonardo da Cutri et Ruy López. Ils ont été enregistrés par un élève de Leonardo da Cutri dénommé Giulio Polerio, qui l'accompagnait dans ses voyages. Il n'a pas pris lui-même part au tournoi, mais est devenu plus tard un brillant joueur d'échecs.
- Leonardo da Cutri contre Ruy López de Seruga. Madrid[15]
- Leonardo da Cutri contre Ruy López de Seruga[16]
- Ruy López de Seruga contre Leonardo da Cutri[17]